# Tournon-d'Agenais
 Tournon-d'Agenais  es una población y comuna francesa, en la región de Aquitania, departamento de Lot y Garona, en el distrito de Villeneuve-sur-Lot y cantón de Tournon-d'Agenais.

## Demografía
| 812 | 1006 | 1020 | 921 | 839 | 751 |
| Para los censos de 1962 a 1999 la población legal corresponde a la población sin duplicidades (Fuente: INSEE [Consultar]) |      |      |     |     |     |